# 1991 en astronautique
Chronologie de l'astronautique
- 1987
- 1988
- 1989
- 1990
- 1991
- 1992
- 1993
- 1994
- 1995

Cette page présente une chronologie des événements qui se sont produits pendant l'année 1991 dans le domaine de l'astronautique.

## Programmes spatiaux nationaux

### Chronologie

#### Janvier
| Date            | Lanceur       | Base de lancement | Type                   | Charge utile    | Notes                                      |
| 8 janvier 1991  | Delta II 7925 | Cape Canaveral    | Orbite géostationnaire | NATO 4A         | Satellite de télécommunications militaires |
| 14 janvier 1991 | Soyouz-U2     | Plessetsk         | Orbite basse           | Progress M-6    | Ravitaillement station spatiale            |
| 15 janvier 1991 | Ariane 4 4L   | Kourou            | Orbite géostationnaire | Italsat 1       | Satellite de télécommunications militaires |
| 15 janvier 1991 | Ariane 4 4L   | Kourou            | Orbite géostationnaire | Eutelsat II F-2 | Satellite de télécommunications            |
| 17 janvier 1991 | Soyouz-U-PVB  | Baïkonour         | Orbite basse           | Zenit-8 Oblik   | Satellite de reconnaissance                |
| 18 janvier 1991 | Tsiklon-2     | Plessetsk         | Orbite basse           | US-P-U          | Satellite de reconnaissance océanique      |
| 29 janvier 1991 | Cosmos-3M     | Baïkonour         | Orbite basse           | Informator-1    | Satellite de télécommunications            |

#### Février
| Date            | Lanceur       | Base de lancement | Type                   | Charge utile              | Notes                                      |
| 5 février 1991  | Cosmos-3M     | Baïkonour         | Orbite basse           | Tsikada/RS-12/RS-13       | Satellite de navigation                    |
| 7 février 1991  | Soyouz-U-PVB  | Baïkonour         | Orbite basse           | Iantar-4K2 Kobalt         | Satellite de reconnaissance                |
| 12 février 1991 | Cosmos-3M     | Baïkonour         | Orbite basse           | Strela x 8-1M             | Satellites de télécommunications           |
| 14 février 1991 | Proton-K/DM-2 | Plessetsk         | Orbite de Molnia       | Oko-1 No. 7120            | Satellite d'alerte précoce                 |
| 15 février 1991 | Soyouz-U-PVB  | Plessetsk         | Orbite basse           | Iantar-1KFT Kometa No. 13 | Satellite de reconnaissance                |
| 15 février 1991 | Molnia M      | Baïkonour         | Orbite de Molnia       | Molniya-1                 | Satellite de télécommunications            |
| 26 février 1991 | Cosmos-3M     | Baïkonour         | Orbite basse           | Parus                     | Satellite de navigation militaire          |
| 28 février 1991 | Proton-K/DM-2 | Plessetsk         | Orbite géostationnaire | Raduga Gran               | Satellite de télécommunications militaires |

#### Mars
| Date         | Lanceur      | Base de lancement | Type                   | Charge utile      | Notes                              |
| 2 mars 1991  | Ariane 4 4LP | Kourou            | Orbite géostationnaire | Astra 1B          | Satellite de télécommunications    |
| 2 mars 1991  | Ariane 4 4LP | Kourou            | Orbite géostationnaire | METEOSAT 5        | Satellite météorologique militaire |
| 6 mars 1991  | Soyouz-U-PVB | Baïkonour         | Orbite basse           | Zenit-8 Oblik     | Satellite de reconnaissance        |
| 8 mars 1991  | Titan 403A   | Vandenberg        | Orbite basse           | Lacrosse 4 (Onyx) | Satellite de reconnaissance radar  |
| 8 mars 1991  | Delta 6925   | Cape Canaveral    | Orbite géostationnaire | Inmarsat II F-2   | Satellite de télécommunications    |
| 12 mars 1991 | Cosmos-3M    | Baïkonour         | Orbite basse           | Nadezhda          | Satellite de navigation            |
| 19 mars 1991 | Soyouz-U2    | Plessetsk         | Orbite basse           | Progress M-7      | Ravitaillement station spatiale    |
| 19 mars 1991 | Cosmos-3M    | Baïkonour         | Orbite basse           | Taifun-1B         | Calibration radar                  |
| 22 mars 1991 | Molnia M     | Baïkonour         | Orbite de Molnia       | Molniya-3         | Satellite de télécommunications    |
| 26 mars 1991 | Soyouz-U-PVB | Baïkonour         | Orbite basse           | Iantar-4K2 Kobalt | Satellite de reconnaissance        |
| 31 mars 1991 | Proton-K     | Plessetsk         | Orbite basse           | Almaz-1           | Observation de la Terre radar      |

#### Avril
| Date          | Lanceur                     | Base de lancement      | Type                   | Charge utile                | Notes                                                |
| 4 avril 1991  | Proton-K / DM-2             | Plessetsk              | Orbite moyenne         | GLONASS Ouragan x 3 No. 50L | Satellites de navigation                             |
| 4 avril 1991  | Ariane 4 4P                 | Kourou                 | Orbite géostationnaire | Anik E2                     | Satellite de télécommunications                      |
| 5 avril 1991  | Navette spatiale américaine | Centre spatial Kennedy | Orbite basse           | Navette Atlantis (STS-37)   |                                                      |
| 5 avril 1991  | Navette spatiale américaine | Centre spatial Kennedy | Orbite basse           | CGRO                        | Observatoire rayons gamma                            |
| 13 avril 1991 | Delta II 7925               | Cape Canaveral         | Orbite géostationnaire | ASC 2                       | Satellite de télécommunications                      |
| 16 avril 1991 | Cosmos-3M                   | Baïkonour              | Orbite basse           | Parus                       | Satellite de navigation militaire                    |
| 18 avril 1991 | Atlas I                     | Cape Canaveral         | Orbite géostationnaire | BS-3H                       | Satellite de télécommunications ; Échec du lancement |
| 24 avril 1991 | Tsiklon-3                   | Baïkonour              | Orbite polaire         | Meteor-3                    | Satellite météorologique                             |
| 28 avril 1991 | Navette spatiale américaine | Centre spatial Kennedy | Orbite basse           | Navette Discovery (STS-39)  |                                                      |
| 28 avril 1991 | Navette spatiale américaine | Centre spatial Kennedy | Orbite basse           | IBSS-SPAS                   | Expérience SDI                                       |

#### Mai
| Date        | Lanceur       | Base de lancement | Type                   | Charge utile          | Notes                            |
| 14 mai 1991 | Atlas E       | Vandenberg        | Orbite héliosynchrone  | NOAA 12               | Satellite météorologique         |
| 16 mai 1991 | Tsiklon-3     | Baïkonour         | Orbite basse           | Strela x 6-3          | Satellites de télécommunications |
| 18 mai 1991 | Soyouz-U2     | Plessetsk         | Orbite basse           | Soyouz TM-12          | Relève équipage station spatiale |
| 21 mai 1991 | Soyouz-U-PVB  | Baïkonour         | Orbite héliosynchrone  | Resurs-F2 17F42 No. 6 | Observation de la Terre          |
| 24 mai 1991 | Soyouz-U-PVB  | Baïkonour         | Orbite basse           | Iantar-4K2 Kobalt     | Satellite de reconnaissance      |
| 29 mai 1991 | Delta II 7925 | Cape Canaveral    | Orbite géostationnaire | Satcom C-5            | Satellite de télécommunications  |
| 30 mai 1991 | Soyouz-U2     | Plessetsk         | Orbite basse           | Progress M-8          | Ravitaillement station spatiale  |

#### Juin
| Date         | Lanceur                     | Base de lancement      | Type                  | Charge utile                 | Notes                                   |
| 4 juin 1991  | Tsiklon-3                   | Baïkonour              | Orbite polaire        | Okean-O1 No. 6/NKhM No. 8    | Satellite d'observation de la Terre     |
| 5 juin 1991  | Navette spatiale américaine | Centre spatial Kennedy | Orbite basse          | Navette Columbia (STS-40)    |                                         |
| 5 juin 1991  | Navette spatiale américaine | Centre spatial Kennedy | Orbite basse          | Laboratoire spatial Spacelab |                                         |
| 11 juin 1991 | Cosmos-3M                   | Baïkonour              | Orbite basse          | Strela-2M                    | Satellite de télécommunications         |
| 13 juin 1991 | Tsiklon-3                   | Baïkonour              | Orbite basse          | Tselina-R                    | Satellite d'écoute électronique         |
| 18 juin 1991 | Molnia M                    | Baïkonour              | Orbite de Molnia      | Molniya-1                    | Satellite de télécommunications         |
| 25 juin 1991 | Cosmos-3M                   | Baïkonour              | Orbite basse          | Taifun                       | Calibration radar ; Echec du lancement  |
| 28 juin 1991 | Soyouz-U-PVB                | Baïkonour              | Orbite héliosynchrone | Resurs-F1 14F43 No. 52       | Observation de la Terre                 |
| 29 juin 1991 | Scout G-1                   | Vandenberg             | Orbite polaire        | REX                          | Satellite expérimental sur l'ionosphère |

#### Juillet
| Date             | Lanceur         | Base de lancement | Type                   | Charge utile           | Notes                                                                      |
| 1er juillet 1991 | Proton-K / DM-2 | Plessetsk         | Orbite géostationnaire | Gorizont No. 34L       | Satellite de télécommunications                                            |
| 4 juillet 1991   | Delta II 7925   | Cape Canaveral    | Orbite moyenne         | GPS IIA-2              | Satellite de navigation                                                    |
| 4 juillet 1991   | Delta II 7925   | Cape Canaveral    | Orbite basse           | LOSAT-X                | Expérience SDI                                                             |
| 9 juillet 1991   | Soyouz-U-PVB    | Baïkonour         | Orbite basse           | Zenit-8 Oblik          | Satellite de reconnaissance                                                |
| 10 juillet 1991  | Soyouz-U-PVB    | Plessetsk         | Orbite basse           | Iantar-4KS1M           | Satellite de reconnaissance                                                |
| 17 juillet 1991  | Ariane 4 0      | Kourou            | Orbite polaire         | ERS-1                  | Satellite d'observation de la Terre                                        |
| 17 juillet 1991  | Ariane 4 0      | Kourou            | Orbite polaire         | UoSAT 5                | Satellite radio amateur                                                    |
| 17 juillet 1991  | Ariane 4 0      | Kourou            | Orbite polaire         | Orbcomm                | Satellite de télécommunications expérimental                               |
| 17 juillet 1991  | Ariane 4 0      | Kourou            | Orbite polaire         | TUBSAT                 | Satellite technologique                                                    |
| 17 juillet 1991  | Ariane 4 0      | Kourou            | Orbite polaire         | SARA                   | Satellite amateur radio-astronomie                                         |
| 17 juillet 1991  | Pegasus / HAPS  | B-52 Edwards AFB  | Orbite basse           | Microsat x 7           | Nano satellites militaires ; Échec partiel du lancement, orbite trop basse |
| 23 juillet 1991  | Soyouz-U-PVB    | Baïkonour         | Orbite héliosynchrone  | Resurs-F1 14F43 No. 53 | Observation de la Terre                                                    |

#### Août
| Date          | Lanceur                     | Base de lancement      | Type                   | Charge utile              | Notes                                                |
| 1er aout 1991 | Molnia M                    | Baïkonour              | Orbite de Molnia       | Molniya-1                 | Satellite de télécommunications                      |
| 2 août 1991   | Navette spatiale américaine | Centre spatial Kennedy | Orbite basse           | Navette Atlantis (STS-43) |                                                      |
| 2 août 1991   | Navette spatiale américaine | Centre spatial Kennedy | Orbite géostationnaire | TDRS 5                    | Satellite de télécommunications de la NASA           |
| 14 août 1991  | Ariane 4 4L                 | Kourou                 | Orbite géostationnaire | Intelsat 605              | Satellite de télécommunications                      |
| 15 août 1991  | Tsiklon-3                   | Baïkonour              | Orbite polaire         | Meteor-3                  | Satellite météorologique                             |
| 20 août 1991  | Soyouz-U2                   | Plessetsk              | Orbite basse           | Progress M-9              | Ravitaillement station spatiale                      |
| 21 août 1991  | Soyouz-U-PVB                | Baïkonour              | Orbite héliosynchrone  | Resurs-F2 17F42 No. 7     | Observation de la Terre                              |
| 22 août 1991  | Cosmos-3M                   | Baïkonour              | Orbite basse           | Parus                     | Satellite de navigation militaire                    |
| 25 août 1991  | H-1                         | Tanegashima            | Orbite géostationnaire | BS-3B                     | Satellite de télécommunications                      |
| 29 août 1991  | Vostok 8A92M                | Plessetsk              | Orbite polaire         | IRS-1B (en)               | Satellite d'observation de la Terre                  |
| 30 août 1991  | Mu-3S-II                    | Uchinoura              | Orbite polaire         | Yohkoh                    | Observatoire solaire                                 |
| 30 août 1991  | Zenit-2                     | Plessetsk              | Orbite basse           | Tselina-2                 | Satellite d'écoute électronique ; Échec du lancement |

#### Septembre
| Date              | Lanceur                     | Base de lancement      | Type                   | Charge utile               | Notes                            |
| 12 septembre 1991 | Navette spatiale américaine | Centre spatial Kennedy | Orbite basse           | Navette Discovery (STS-48) |                                  |
| 12 septembre 1991 | Navette spatiale américaine | Centre spatial Kennedy | Orbite basse           | UARS                       | Étude de l'atmosphère terrestre  |
| 13 septembre 1991 | Proton-K / DM-2             | Plessetsk              | Orbite géostationnaire | Oko-S F4                   | Satellite d'alerte précoce       |
| 17 septembre 1991 | Molnia M                    | Baïkonour              | Orbite de Molnia       | Molniya-3                  | Satellite de télécommunications  |
| 19 septembre 1991 | Soyouz-U-PVB                | Baïkonour              | Orbite basse           | Iantar-4K2 Kobalt          | Satellite de reconnaissance      |
| 26 septembre 1991 | Ariane 4 4P                 | Kourou                 | Orbite géostationnaire | Anik E1                    | Satellite de télécommunications  |
| 28 septembre 1991 | Tsiklon-3                   | Baïkonour              | Orbite basse           | Strela x 6-3               | Satellites de télécommunications |

#### Octobre
| Date            | Lanceur       | Base de lancement | Type                   | Charge utile     | Notes                                              |
| 2 octobre 1991  | Soyouz-U2     | Plessetsk         | Orbite basse           | Soyouz TM-13     | Relève équipage station spatiale                   |
| 4 octobre 1991  | Soyouz-U-PVB  | Baïkonour         | Orbite basse           | Foton No. 7L     | Expériences microgravité avevc véhicule de rentrée |
| 9 octobre 1991  | Soyouz-U2     | Plessetsk         | Orbite basse           | Orlets-1 Don     | Satellite de reconnaissance optique                |
| 10 octobre 1991 | Cosmos-3M     | Baïkonour         | Orbite basse           | Taifun-1B        | Calibration radar                                  |
| 17 octobre 1991 | Soyouz-U2     | Plessetsk         | Orbite basse           | Progress M-10    | Ravitaillement station spatiale                    |
| 23 octobre 1991 | Proton-K/DM-2 | Plessetsk         | Orbite géostationnaire | Gorizont No. 35L | Satellite de télécommunications                    |
| 29 octobre 1991 | Ariane 4 4L   | Kourou            | Orbite géostationnaire | Intelsat 601     | Satellite de télécommunications                    |

#### Novembre
| Date             | Lanceur                     | Base de lancement      | Type                   | Charge utile              | Notes                                      |
| 8 novembre 1991  | Titan 403A                  | Vandenberg             | Orbite moyenne         | NOSS Intruder x 3 2 SSU-1 | Satellites d'écoute électronique navale    |
| 12 novembre 1991 | Tsiklon-3                   | Baïkonour              | Orbite basse           | Strela x 6-3              | Satellites de télécommunications           |
| 20 novembre 1991 | Soyouz-U-PVB                | Baïkonour              | Orbite basse           | Iantar-4K2 Kobalt         | Satellite de reconnaissance                |
| 22 novembre 1991 | Proton-K/DM-2               | Plessetsk              | Orbite géostationnaire | Potok No. 18L             | Satellite de télécommunications militaires |
| 24 novembre 1991 | Navette spatiale américaine | Centre spatial Kennedy | Orbite basse           | Navette Atlantis (STS-44) |                                            |
| 24 novembre 1991 | Navette spatiale américaine | Centre spatial Kennedy | Orbite géostationnaire | DSP F16                   | Satellite d'alerte avancée                 |
| 27 novembre 1991 | Cosmos-3M                   | Baïkonour              | Orbite basse           | Parus                     | Satellite de navigation militaire          |
| 28 novembre 1991 | Atlas E                     | Vandenberg             | Orbite héliosynchrone  | DMSP F-11                 | Satellite météorologique militaire         |

#### Décembre
| Date             | Lanceur         | Base de lancement | Type                   | Charge utile              | Notes                                      |
| 7 décembre 1991  | Atlas II        | Cape Canaveral    | Orbite géostationnaire | Eutelsat II F-3           | Satellite de télécommunications            |
| 16 décembre 1991 | Ariane 4 4L     | Kourou            | Orbite géostationnaire | Telecom 1C                | Télécommunications                         |
| 16 décembre 1991 | Ariane 4 4L     | Kourou            | Orbite géostationnaire | Inmarsat II F-3           | Satellite de télécommunications            |
| 17 décembre 1991 | Soyouz-U-PVB    | Plessetsk         | Orbite basse           | Iantar-1KFT Kometa No. 14 | Satellite de reconnaissance                |
| 18 décembre 1991 | Tsiklon-3       | Baïkonour         | Orbite basse           | Interkosmos-25            | Étude de la magnétosphère terrestre        |
| 19 décembre 1991 | Proton-K/DM-2   | Plessetsk         | Orbite géostationnaire | Raduga Gran               | Satellite de télécommunications militaires |
| 28 décembre 1991 | Longue Marche 3 | Xichang           | Orbite géostationnaire | DFH-2A                    | Satellite de télécommunications            |

### Vols orbitaux

#### Par pays
| Pays             | Lancements | Succès | Échecs | Échecs partiels | Remarques |
| ---------------- | ---------- | ------ | ------ | --------------- | --------- |
| Chine            | 1          | 1      |        |                 |           |
| États-Unis       | 19         | 17     | 1      | 1               |           |
| Europe           | 8          | 8      |        |                 |           |
| Japon            | 2          | 2      |        |                 |           |
| Union soviétique | 61         | 59     | 2      |                 |           |
| Total            | 91         | 87     | 3      | 1               |           |

#### Par lanceur
| Lanceur          | Pays             | Lancements | Succès | Échecs | Échecs partiels | Remarques |
| ---------------- | ---------------- | ---------- | ------ | ------ | --------------- | --------- |
| Ariane 4         | Europe           | 8          | 8      |        |                 |           |
| Atlas            | États-Unis       | 4          | 3      | 1      |                 |           |
| Cosmos-3M        | Union soviétique | 12         | 11     | 1      |                 |           |
| Delta            | États-Unis       | 5          | 5      |        |                 |           |
| H-I              | Japon            | 1          | 1      |        |                 |           |
| Longue Marche 3  | Chine            | 1          | 1      |        |                 |           |
| Molnia           | Union soviétique | 5          | 5      |        |                 |           |
| Mu-3S-II         | Japon            | 1          | 1      |        |                 |           |
| Navette spatiale | États-Unis       | 6          | 6      |        |                 |           |
| Pegasus/HAPS     | États-Unis       | 1          |        |        | 1               |           |
| Proton-K         | Union soviétique | 9          | 9      |        |                 |           |
| Scout G-1        | États-Unis       | 1          | 1      |        |                 |           |
| Soyouz-U         | Union soviétique | 24         | 24     |        |                 |           |
| Titan            | États-Unis       | 2          | 2      |        |                 |           |
| Tsiklon-2        | Union soviétique | 1          | 1      |        |                 |           |
| Tsiklon-3        | Union soviétique | 8          | 8      |        |                 |           |
| Vostok           | Union soviétique | 1          | 1      |        |                 |           |
| Zenit-2          | Union soviétique | 1          |        | 1      |                 |           |

#### Par site de lancement
| Site           | Pays             | Lancements | Succès | Echecs | Echecs partiels | Remarques |
| -------------- | ---------------- | ---------- | ------ | ------ | --------------- | --------- |
| Baïkonour      | Union soviétique | 38         | 38     |        |                 |           |
| Cape Canaveral | États-Unis       | 7          | 6      | 1      |                 |           |
| Edwards AFB    | États-Unis       | 1          |        |        | 1               |           |
| Kennedy        | États-Unis       | 6          | 6      |        |                 |           |
| Kourou         | France           | 8          | 8      |        |                 |           |
| Plessetsk      | Union soviétique | 23         | 22     | 1      |                 |           |
| Tanegashima    | Japon            | 1          | 1      |        |                 |           |
| Uchinoura      | Japon            | 1          | 1      |        |                 |           |
| Vandenberg     | États-Unis       | 5          | 5      |        |                 |           |
| Xichang        | Chine            | 1          | 1      |        |                 |           |

#### Par type d'orbite
| Orbite                 | Lancements | Succès | Échecs | Orbite atteinte involontairement | Remarques                                                                             |
| ---------------------- | ---------- | ------ | ------ | -------------------------------- | ------------------------------------------------------------------------------------- |
| Basse                  |            |        |        |                                  |                                                                                       |
| Moyenne                |            |        |        |                                  |                                                                                       |
| Haute                  |            |        |        |                                  | dont Molnia, orbite de transfert vers la Lune, orbite elliptique à forte excentricité |
| Géosynchrone/transfert |            |        |        |                                  |                                                                                       |
| Héliocentrique         |            |        |        |                                  | dont orbite de transfert interplanétaire                                              |

## Survols et contacts planétaires
| Date | Sonde spatiale | Événement | Remarque |
| ---- | -------------- | --------- | -------- |
|      |                |           |          |

### Sources
- (en) Jonathan McDowell, « Jonathan's Space Report », Jonathan's Space Page
- (en) Gunter Krebs, « Chronology of Space Launches », Gunter's Space Page